# Réveil protestant francophone
Pour les articles homonymes, voir Le Réveil et Réveil.
Le Réveil protestant francophone, parfois désigné par la simple expression le Réveil, est un mouvement de réveil religieux qui a bouleversé le protestantisme suisse, français et belge dans la première moitié du XIXe siècle, particulièrement de 1820 à 1850, par l'action de prédicateurs méthodistes et baptistes venus du Royaume-Uni et de Suisse. Il a été précédé et aidé par le Grand Réveil britannique et américain, et des mouvements comparables ont lieu à peu près en même temps en Allemagne, aux Pays-Bas et en Scandinavie.
Ce mouvement de fond, dont le premier foyer francophone est situé à Genève, est généralement considéré comme une réaction contre le rationalisme qui avait envahi les Églises protestantes au cours du XVIIIe siècle. Les revivalistes cherchaient, d’une part, à remettre à l'honneur les principales affirmations doctrinales des Réformateurs, mais ils étaient aussi, d’autre part, fortement influencés par le piétisme du siècle précédent et par la sentimentalité romantique. Les revivalistes affirmaient notamment que le christianisme est un choix de vie avant d’être une doctrine et leur approche était ainsi marquée par une tendance individualiste. Après une soixantaine d’années de révolution interne, le Réveil va léguer au protestantisme français une série d’institutions, de pratiques et de paroisses nouvelles. Il en va de même pour le protestantisme francophone en Suisse et en Belgique.

## Origines
Le mouvement de Réveil au sein du protestantisme apparaît en Grande-Bretagne à partir des années 1720-1730 et se développe en Écosse, en Angleterre et dans les Treize Colonies américaines, les futurs États-Unis. Ses principaux promoteurs sont Jonathan Edwards, George Whitefield puis John Wesley. L’influence de ce Réveil anglo-saxon sera déterminante dans l’émergence du réveil religieux à Genève à partir des années 1820 puis en France. Le Réveil répond à une situation où, à Genève et dans de nombreuses régions françaises, le protestantisme a été marqué par l’esprit des Lumières au point d’éviter de trop aborder les points essentiels de la foi réformée, n’en conservant pour l’essentiel qu’une philosophie humaniste et des principes moraux.

## Les précurseurs

### Les Frères moraves
Les Frères moraves sont une communauté chrétienne protestante chassée de Moravie par la persécution après la victoire militaire des catholiques, puis réfugiée en Saxe, où ils sont accueillis et protégés par le comte Zinzendorf, lui-même un chrétien fervent. Pratiquant l’amour fraternel et un prosélytisme fondé sur le témoignage personnel, on trouve des missionnaires moraves à l’origine de presque tous les réveils. Ce sont eux qui touchent personnellement John Wesley, qui allument les tout premiers feux du Réveil à Genève, dans le canton de Vaud et dans le midi de la France, par exemple à Saint-Hippolyte-du-Fort ou à Bordeaux, où ils sont perçus comme « doux et inoffensifs, dogmatisant peu, plaçant la religion dans l’amour, surtout l’amour de Jésus-Christ, qui se réunissaient en petit nombre, sans éclat, sans prétention, avec un prosélytisme très doux et très modéré, qui ne cessèrent jamais de se joindre au culte de notre église et affectant de n’en jamais dire du mal ».
Le premier historien du Réveil, Léon Maury, rappelle avec netteté le rôle important des Frères moraves qui « ont soutenu, fortifié, souvent ranimé la foi » des pasteurs fidèles aux principes de la Réforme. Plusieurs missionnaires moraves parcourent la France de l’Ouest et le Midi entre 1737 et 1746, période où ils épaulent un protestantisme encore persécuté. Ils restent au contact des pasteurs « réveillés » par la suite, et de petites sociétés fraternelles d’inspiration morave se créent à Nîmes, Saint-Hippolyte-du-Fort comme à Genève. « En France comme à Genève, c’est aux Moraves qu’il faut faire remonter les premières influences qui provoquèrent le Réveil », conclut Léon Maury.

### Spener
Parfois qualifié de « deuxième réformateur », Philipp Jacob Spener est un théologien éclectique, tôt familiarisé avec le luthéranisme comme avec le calvinisme, d’abord prédicateur à la cathédrale de Strasbourg, alors protestante, puis à Francfort-sur-le-Main. Très pénétré des exigences sociales de l’Évangile, il s’engage dans les œuvres sociales tout en se préoccupant de la formation des chrétiens, donc de la catéchèse : c’est lui qui réintroduit la confirmation à l’âge de raison, une pratique toujours en vigueur dans le protestantisme. Il introduit aussi des formations spirituelles pour adultes, des réunions de prière et écrit notamment les « Pia desideria » qui seront le texte fondateur du piétisme dans toute l’Allemagne. Il place ainsi au premier plan les valeurs évangéliques d’engagement personnel et de rigueur morale individuelle. Dans les « Pia desideria », il suggère que chaque père de famille dispose d’une bible et la lise tous les jours à sa famille. Davantage que Luther, il insiste sur la nouvelle naissance, sujet de sa thèse. Sa mise en avant du vécu et de l’expérience religieuse contribue à relativiser les affirmations dogmatiques, l’expérience tendant peu à peu à devenir le critère de la vérité. Toutes ces idées contiennent en germe celles du Réveil et de l’évangélisme. L’influence de Spener qui est le théologien qui aura le plus voyagé (49 voyages en Europe à son actif) étant par ailleurs immense, il est clairement l’un des initiateurs et des précurseurs du Réveil.

### Whitefield
George Whitefield est l’initiateur du « Grand Réveil » et l’accoucheur du méthodisme. Né en 1714 en Angleterre, il rencontre les frères John et Charles Wesley lors de ses études à Oxford, avant de travailler étroitement avec eux dans le cadre de son ministère. Whitefield commence à prêcher dès son ordination, mais il ne s’établit pas dans une paroisse, il devient prédicateur itinérant. En 1740, Whitefield se rend en Amérique, où il prêche un réveil chrétien qui devient le Grand Réveil ; ses méthodes sont controversées et il est souvent amené à débattre avec les ecclésiastiques locaux. On estime qu’à sa mort, il avait prêché au moins 18 000 fois et avait touché sans doute 10 millions de personnes en Grande-Bretagne et aux États-Unis, alors colonie britannique. Il était bien connu pour son éloquence combinant pathos et rhétorique religieuse, particulièrement en évoquant le sacrifice du Christ sur la croix, et donc sa capacité à émouvoir profondément les assemblées auxquelles il s’adressait. N’étant pas partisan d’une division d'avec l’Église d'Angleterre, il resta anglican tout en prêchant le Réveil sur le plan personnel, tandis que son proche disciple John Wesley, en raison des difficultés qu’il rencontrait auprès des autorités ecclésiastiques, fut amené à fonder le méthodisme.

## Le Réveil genevois et les réveils suisses

### La situation à Genève auXVIIIesiècle
Au XVIIIe siècle, l’Académie de Genève et la « Vénérable Compagnie des pasteurs de Genève » étaient ancrées dans un protestantisme libéral à l’extrême, hérité de la réaction, intervenue un siècle plus tôt, contre les doctrines ultra-conservatrices du Consensus helvétique,, mais ce libéralisme, qui a été graduellement influencé par le rationalisme déiste des Lumières, ne l'a pas encore été par les théologiens protestants libéraux du moment tels que Schleiermacher ou les membres de l’école historico-critique comme David Strauss ou Ferdinand Christian Baur.

### Les initiateurs genevois
Les ferments du renouveau vont provenir, d’une part, d’Allemagne au travers de l’influence des Moraves (le comte Zinzendorf était d’ailleurs venu en personne prêcher à Genève 40 ans auparavant et il subsiste alors quelques cercles de sympathisants moraves à Genève), d’Alsace avec l’influence de Spener retransmise par exemple par les sermons du pasteur Jean-Frédéric Nardin et, d’autre part, de Grande-Bretagne où le Réveil est à l’œuvre depuis près d’un siècle. Ces ferments rencontrent à Genève un terrain favorable, d'un côté, auprès de quelques pasteurs restés attachés aux affirmations fondamentales de la foi protestante, notamment Jean-Isaac Cellérier (1753-1844), Pierre Demellayer (1765-1839) et Charles-Étienne Moulinié (1757-1836) et, de l'autre côté, auprès de quelques jeunes étudiants en théologie désireux de vivre pleinement leur foi au-delà du cadre un peu étouffant de l’Église établie.
Entre 1802 et 1805, un groupe d’étudiants en théologie commence à participer à des réunions moraves animées par l’instituteur Jean-Pierre Bost. On trouve parmi eux certaines des futures personnalités du Réveil : Émile Guers, Henri-Louis Empeytaz, Jean-Guillaume Gonthier et plus tard Henri Pyt.
En 1810, Guers, Empeytaz et Pyt fondent la « Société des Amis » afin de promouvoir un « renouveau spirituel » dans les familles et dans la société genevoise. Lors de ses réunions au domicile du pasteur Moulinié, ce groupe étudie l'Imitation de Jésus-Christ, le catéchisme de Heidelberg ou les sermons du pasteur montbéliardais Jean-Frédéric Nardin, lui-même disciple de Spener. Le groupe tient une école du dimanche et une école du jeudi. Certains des « amis » sont tentés par le catholicisme et par un mysticisme illuministe qui leur paraissent plus vivants que le moralisme desséché de l’Église officielle.
La « Vénérable Compagnie des pasteurs de Genève » s’inquiète alors et décide de fermer les portes du pastorat à ceux qui fréquentent les réunions des frères moraves. Henri-Louis Empeytaz se tourne vers la fameuse Madame de Krüdener, flamboyante aristocrate balte convertie à une foi évangélique ardente en 1804 sous l’influence – encore – des Frères moraves, qui le prend sous son aile et l’entraîne dans ses voyages missionnaires à travers l’Europe.
Louis Gaussen et Ami Bost (fils de Jean-Pierre Bost) sont quant à eux néanmoins admis au ministère pastoral en 1814. Gaussen agrémente bientôt le culte de l’après-midi de ses propres méditations alors que son programme comprend en principe des lectures bibliques et les Réflexions d’Osterwald, célèbre pasteur libéral du siècle précédent. Ces cultes attirent bientôt quelque 200 personnes au lieu des quelques participants habituels. La Compagnie exige cependant le retour au contenu initial. Louis Gaussen se plie à la décision, mais poursuit son cheminement théologique par une lecture assidue de Calvin et par ses contacts avec le pasteur Cellérier.

### Les soutiens britanniques
Le Réveil genevois est bientôt soutenu et encouragé par des Britanniques, en particulier trois laïcs qui se succèdent à Genève : Richard Wilcox, Robert Haldane et Henry Drummond.
Richard Wilcox est un disciple de George Whitefield, cet anglican à la théologie calviniste qui fut le tout premier prédicateur du Réveil en Angleterre. Installé à Genève pendant quelques mois pour son négoce, Wilcox organise en 1816 dans sa maison des réunions avec les étudiants en théologie où il développe avec force la doctrine du salut et toute la théologie calviniste. Parmi les participants, on retrouve Jean-Guillaume Gonthier, Henri Pyt, Émile Guers, Ami Bost et Jacques-Antoine Porchat.
En janvier 1817, c’est l’ évangéliste laïc écossais Robert Haldane qui lui succède au sein du milieu revivaliste genevois. Marin converti lors d’une crise religieuse, cet évangéliste chevronné s’est lancé à 50 ans (en 1816) dans une tournée d’évangélisation sur le continent. De passage à Genève, il se rend compte fortuitement de la totale ignorance d’un étudiant en théologie quant à la Bible. Il décide alors de rester sur place et, le 6 février 1817, devant une vingtaine d’étudiants, il donne la première d’une série de conférences sur l’épître aux Romains, où il insiste sur la justification par la foi seule. Frédéric Monod, le futur pasteur de l’Église libre de Paris, écrivit: « Ce qui m’étonna et me fit réfléchir plus que toute autre chose, ce fut sa connaissance pratique de l’Écriture, sa foi implicite à la divine autorité de cette parole, dont nos professeurs étaient presque aussi ignorants que nous […]. En suivant régulièrement cette épître, [Haldane] eut l’occasion de nous mettre sous les yeux un corps complet de théologie et de morale chrétienne. Cet enseignement, par la bénédiction de Dieu qui s’y fit puissamment sentir, atteignit la conscience et le cœur de plusieurs de ses auditeurs qui, comme moi, font remonter à ce vénérable et fidèle serviteur de Dieu leur première connaissance de la voie du salut et de l’Évangile de vérité. J’envisage comme l’un des plus grands privilèges de ma vie, maintenant avancée, d’avoir été son interprète presque durant tout le temps qu’il expliqua cette épître, étant presque le seul qui connût assez bien l’anglais pour être honoré de cet emploi… Le nom de Robert Haldane est inséparablement lié à l’aurore du réveil de l’Évangile en Suisse et en France ».
La hardiesse des prédicateurs du Réveil va croissant : à Noël 1816, le pasteur désormais retraité Jean-Isaac-Samuel Cellérier prêche sur la nature divine de Jésus-Christ et, trois mois plus tard, le jeune César Malan (pasteur depuis 1810) prêche sur le salut par grâce dont il a personnellement acquis la certitude l’année d’avant, en lisant l’épître aux Éphésiens. Face à l’irritation suscitée par ce sermon, la Vénérable Compagnie publie, le 3 mai 1817, un nouveau règlement qui impose à tous les futurs pasteurs de ne plus prêcher, sur le territoire genevois, sur la manière dont la nature divine est unie à la personne de Jésus-Christ, ni sur le péché originel, ni sur la manière dont la grâce opère, ni sur la prédestination. Ce règlement n’interdit donc ni plus ni moins que l’expression partielle d’une théologie calviniste à Genève. Les étudiants de la Société des Amis sont quant à eux donc définitivement interdits de pastorat : Guers entre en dissidence et Pyt s’expatrie pour évangéliser. Quant à Haldane, il quitte Genève le 20 juin pour aller évangéliser Montauban et sa faculté de théologie protestante avant de rentrer en Écosse.
Un troisième Britannique, Henry Drummond, arrive à Genève au moment où Haldane en part. Encore jeune, fortuné, ancien membre du Parlement, il s’installe à Sécheron, dans ce qui est à l’époque la campagne genevoise – la Villa Pictet-Menet qu’il occupe alors a disparu au XXe siècle au profit d’une aile du BIT, aujourd’hui de l’OMC. Contrairement à Haldane, il approuve l’idée de créer une Église séparée si l’on y est contraint. Il est rapidement « repéré », et la Vénérable Compagnie demande au Conseil d'État que Drummond soit expulsé. Ce dernier se réfugie alors en France, à Ferney-Voltaire.

### Création d’une «Église libre»
Exclu de l’Église officielle et influencé par Drummond, le petit groupe issu de la Société des Amis va se constituer le 25 août 1817 une première Église indépendante . Le 21 septembre, ils prennent la cène ensemble, hors de l’Église officielle, sous la présidence de César Malan, pasteur consacré de l’Église officielle de Genève. Le 22 septembre, Henri Pyt, Jean-Guillaume Gonthier et le Français Pierre Méjanel sont désignés comme conducteurs spirituels, César Malan n’ayant pas souhaité rompre avec l’Église établie. La petite communauté se réunira dans divers locaux, avant de trouver en 1818 une salle suffisamment grande pour accueillir la croissance de la congrégation, au Bourg-de-Four, non loin du temple Saint-Pierre ; elle sera connue dès lors, et jusqu’en 1839, sous le nom d’église du Bourg-de-Four. En janvier de la même année, Méjanel, qui est français, a été expulsé par les autorités genevoises et remplacé à la tête de l’Église naissante par Empeytaz, revenu de Saint-Pétersbourg, et par Guers. En 1824, la communauté compte environ trois cents membres.
César Malan, qui veut changer l’Église nationale de l’intérieur et lui faire retrouver la foi de la Réforme, construit une chapelle en bois dans son jardin. Ses prédications ont du succès et il devient pratiquement un pasteur indépendant. Le Conseil d'État le démet de ses fonctions en 1823 et Malan se retrouve hors de l’Église nationale. Souhaitant rester au sein de l’Église d’État, le pasteur Louis Gaussen n’en a pas moins fondé en 1831, avec d’autres, la « Société évangélique de Genève » qui, très vite, a commencé à célébrer des cultes, à organiser des catéchismes et ouvre une École de théologie. Le Conseil d’État révoque donc aussi Gaussen. Exclus de l’Église genevoise, les « réveillés » achètent alors un terrain et y construisent, en 1833, la chapelle de l’Oratoire, qui abrite toujours une Église évangélique libre aujourd’hui. La chapelle de la Pélisserie, deuxième église évangélique libre de Genève, sera ouverte en 1839 pour remplacer l’église du Bourg-de-Four devenue trop petite ; elle aussi est toujours en activité.
La population voyant d’un mauvais œil ces « sectaires » commence à s’agiter, les injures fusent, puis des pierres sont lancées. La police doit intervenir. Un jeune sergent de la garde, Félix Neff, reçoit à cette occasion un petit traité évangélique qui va le chambouler. Il quitte son travail et devient prédicateur-évangéliste itinérant en Suisse romande d’abord, puis en France, notamment dans les Hautes-Alpes.

### Le Réveil vaudois
Voisin du canton de Genève, le canton de Vaud est atteint à son tour par le Réveil à partir de 1818, date où de premières rencontres ont lieu notamment à Sainte-Croix. La population se montre là aussi parfois hostile à ces réunions qui ont souvent lieu dans des granges et les interrompent par des manifestations bruyantes et parfois violentes contre les « réveillés », qualifiés de « méthodistes » ou de « mômiers », ce qui a pour effet d’inquiéter les autorités civiles qui cherchent dès lors à interdire ces réunions. L’interférence permanente des autorités étatiques marque en effet le Réveil vaudois : initialement, les pasteurs et les organisateurs des réunions sont arrêtés, emprisonnés ou expulsés. Le Réveil s’étend néanmoins et les réunions se tiennent parfois en plein air à Sauvabelin, dans la vallée de Joux ou aux Granges de Sainte-Croix. En 1824, le pasteur Charles Rochat et deux de ses collègues fondent à Vevey la toute première communauté religieuse indépendante du canton de Vaud, ce qui est parfaitement illégal. Banni, Rochat parvient à revenir clandestinement sur le territoire cantonal et à y reprendre son apostolat. Malgré les difficultés et les persécutions, une quinzaine de communautés se forment de 1824 à 1828, notamment à Sainte-Croix, Bex et Payerne. La loi change en 1834 et autorise dès lors les réunions et les cultes en tous lieux. Après s'être rendus à Genève, David-Henri Leresche et Jean Leresche créent une nouvelle communauté en 1837 à Ballaigues. Elle tient ses réunions d'abord chez l'un ou l'autre, puis dans une cabane. Ce n'est qu'en 1840 qu'un lieu de culte fixe sera établi. Les participants s'y rendent au début à des heures irrégulières pour ne pas être remarqués, l'opposition étant forte. En 1839, une nouvelle loi modifie le serment de consécration des pasteurs, qui ne mentionne plus de confession de foi, mais fait seulement référence à la Bible. Par cette loi, l’État prive l’Église de confession de foi officielle. Mécontents de cette intervention de l’État sur les doctrines de l’Église, plusieurs pasteurs démissionnent, dont Alexandre Vinet. En 1845, sous la conduite du pasteur de Montreux Charles Monnard, de nouvelles démissions débouchent, deux ans plus tard, sur la création de l’Église libre, indépendante de l’État et regroupant 33 paroisses.
En juin 1847, lors de son premier synode, la nouvelle Église décide de créer sa propre faculté de théologie (qu’on appellera la Môme). Le schisme durera près d’un siècle, les deux Églises réformées vivant côte à côte dans le canton de Vaud jusqu’en 1966. Les « libristes » sont à l’origine de nombreuses initiatives et institutions : ainsi l’école de garde-malades de la Source est créée en 1859 par Valérie de Gasparin-Boissier, qui veut prendre le contrepied de l’Institution des diaconesses fondée en 1842 à Échallens par le pasteur Louis Germond,. En opposition avec ce qu’elle considère comme une l’image de la femme trop marquée par l’esprit de sacrifice et de renoncement, Madame de Gasparin milite pour la compétence professionnelle, liée à la dimension chrétienne du soutien aux malades, et donne en 1891 à l’école le nom d’École normale évangélique des garde-malades. Parallèlement, les libristes et réveillés vaudois fondent l’hôpital du Samaritain à Vevey (1858), l’infirmerie de Rolle (1861), et l’Hospice de l’enfance, premier du genre en Suisse.
Alexandre Vinet, que certains considèrent comme le principal penseur protestant du XIXe siècle, a participé au Réveil vaudois même si son influence, en partie posthume, déborde largement les frontières de la Suisse. Il avait connu la notoriété dès 1826, la Société de la morale chrétienne (issue du Réveil parisien) lui ayant décerné un prix pour son « Mémoire en faveur de la liberté des cultes ». Dans cet ouvrage, Alexandre Vinet défendait le principe de la séparation de l’Église et de l’État, en totale contradiction avec le fait que l'Église réformée était précisément une Église d'État dans le canton de Vaud. Alors que l'État vaudois, dans l'élan de sa révolution de 1845, tentait de placer l'Église sous contrôle, de nombreux pasteurs et fidèles s'appuyèrent sur les thèses de Vinet pour fonder une Église libre en 1847, l'année même où Vinet décède. Ses œuvres, marquées au coin d'une qualité littéraire hors du commun et d'une vive sensibilité revivaliste, furent largement diffusées après sa mort et influenceront profondément le protestantisme d’expression française, toutes tendances confondues, pendant près d’un siècle.

### Le Réveil bâlois
Un réveil issu du piétisme wurtembergeois avait également touché Bâle à la fin du XVIIIe siècle, où fut fondée une « Société allemande du christianisme » dont Christian Gottlieb Blumhardt fut l’animateur et le secrétaire pendant 15 ans. Cette Société fut elle-même à l’origine de la fondation de la Société biblique de Bâle et de la Mission de Bâle, deux institutions dont le rayonnement fut très important à travers le monde. Elles servirent de modèle à la Société biblique de Paris (fondée en 1818) et à la Société des missions évangéliques de Paris (fondée en 1822). Un des « passeurs » entre Bâle et Paris fut le pasteur Henri Grandpierre, neuchâtelois formé à Bâle, qui dirigea la Société des missions évangéliques de Paris de 1826 à 1856 et fut une des chevilles ouvrières de la chapelle Taitbout, haut lieu du Réveil parisien.

## Le Réveil en France

### Situation religieuse en France au début duXIXesiècle
La situation du protestantisme français diffère profondément de celle de Genève :
- Le protestantisme français a traversé de multiples épreuves jusqu’en 1815 : aux persécutions des rois catholiques ont succédé celle de la Terreur blanche de 1795, puis de la Terreur blanche de 1815, deux épisodes d’une violence extrême qui provoquent à nouveau des emprisonnements, des exécutions ou des meurtres de protestants, notamment de pasteurs. Ces crises qui s’enchaînent presque sans discontinuer ont considérablement appauvri la culture religieuse d’un protestantisme le plus souvent privé de pasteurs et a appris aux protestants à se dissimuler plutôt qu’à témoigner de leur foi.
- La situation dogmatique n’a en apparence pas évolué. En particulier, on est toujours fidèle à la confession de La Rochelle au contraire de l’Église réformée de Genève dont la Compagnie des pasteurs avait renoncé à l’usage d’une confession de foi.
- La piété populaire demeure forte comme en témoigne le bon accueil fait le plus souvent aux pasteurs et évangélistes du Réveil venus de l’étranger, même si les apôtres du Réveil ont volontiers un peu noirci le tableau pour mieux faire ressortir la nécessité ou les résultats de leur apostolat.

Le rationalisme occupe toutefois une place importante dans les esprits, cela d’autant plus que le rationalisme révolutionnaire issu des Lumières est à l’origine même de l’émancipation des protestants. Les prédications de l’époque témoignent de cette confusion entre religion et philosophie : on y parle davantage de l’Être suprême, ou du grand architecte de l’univers que du Dieu d'Abraham et de Moïse, et on y multiplie les dissertations moralisantes sur le devoir, l’humilité, le respect dû aux vieillards et autres, évitant tout le cœur du christianisme. En 1768, un pasteur de Bordeaux influencé par les Frères moraves, Étienne Gibert (1736-1817), est en grande difficulté face au consistoire, et presque démis de ses fonctions pour avoir prêché sur l’état de péché et de condamnation de l’homme, sur la nécessité de changer et sur les moyens de salut. Craignant de provoquer un schisme, il part alors pour l’Angleterre . Sous le Premier Empire, cette tendance lénifiante se cumule avec une louange immodérée pour l’Empereur, comparé à César, Alexandre, Constantin ou mieux encore au Messie lui-même.

### Les précurseurs du Réveil en France
Malgré la situation difficile du protestantisme, la France compte néanmoins de grands précurseurs du Réveil, soit issus de ses marches (Alsace, Montbéliard…), soit issus de l’Église sous la croix.

#### Oberlin
L’Alsace est fertile en précurseurs du Réveil. Outre Spener (1635-1705) qui irrigue de sa foi toute une génération de pasteurs, c’est Jean-Frédéric Oberlin (1740-1826) qui se consacre à la fois au développement éducatif et économique de la paroisse déshéritée du Ban de la Roche, inaugurant ainsi la dimension sociale du Réveil, et à l’évangélisation et à la diffusion de la Bible avec l’appui de la Société biblique et étrangère de Londres. Ayant établi un comité à Waldersbach, il fut l’un des principaux diffuseurs de la Bible à son époque avec plus de 10 000 bibles et nouveaux testaments diffusés en France avant que la "Société biblique protestante de Paris" (1818) ne soit fondée.

#### Les «pasteurs fidèles»
Comme à Genève, les premiers revivalistes sont des pasteurs ou des professeurs restés attachés à l’expression de la foi telle que les réformateurs l’avaient fixée. Parmi eux, Daniel Encontre (1762-1818) dont le rôle comme recteur de la faculté de théologie de Montauban sera important, Jean-André Gachon (1766-1838), pasteur à Saint-Hippolyte-du-Gard (1797-1817) puis à Mazères (1817-1838), François-Maurice Marzials (1779-1861), pasteur au Cailar (1801-1816) puis à Montauban (1816-1856), François Bonnard (né en 1776 à Nyon, décédé en 1838 à Montauban), professeur d’hébreu biblique à la faculté de théologie protestante de Montauban, César Chabrand (1780-1863), notamment pendant son pastorat à Toulouse, Abraham Lissignol (1784-1861), né à Genève et pasteur à Montpellier de 1809 à 1851, Alphonse Gonthier (1773-1834), né à Yverdon et pasteur à Nîmes de 1805 à 1813 avant de retourner en Suisse, Adrien Soulier (1756-1843) pasteur notamment à Milhaud (Gard), André Blanc (né vers 1790 sans doute à Briançon, décédé le 22 mars 1846) pasteur à Mens (Isère), César Bonifas (1794-1855), pasteur à Grenoble (1820-44) puis professeur de théologie à Montauban… Très souvent influencés par les Moraves, souvent passés par la Suisse, ces pasteurs forment la « bonne terre » qui va accueillir et faire fructifier en France la prédication des missionnaires anglais ou suisses.
Aux noms qui précèdent qui sont ces pasteurs classiquement considérés comme les précurseurs de Réveil, il faut ajouter ceux qui relèvent les communautés protestantes décimées par les persécutions : Antoine Court dans le Midi, Jean De Visme (1760-1819) ou Jean-Baptiste Née (1756-1826) dans le Nord.

#### Montauban
La faculté de théologie de Montauban est fondée en 1808. Le pasteur François Bonnard y est professeur après avoir été pasteur à Massillargues. Robert Haldane (1764-1842) y séjourne de 1819 à 1821 et s’y occupe surtout de la réimpression de la Bible Martin avec Bonnard et Marzials ; il y met également par écrit et fait traduire en français ses célèbres conférences sur l’Épitre aux Romains et son « Évidence du christianisme », deux ouvrages qui seront remis à chaque étudiant à la fin de leurs études.
La faculté trouve en la personne de Daniel Encontre, initialement pasteur « au désert », un doyen qui la maintient dans le droit chemin doctrinal et qui rétablit la discipline dans les mœurs des étudiants ; elle sera un lieu d’incubation pour des groupes de jeunes étudiants.

#### Les quakers français
Dans le Gard, particulièrement en Vaunage, des chrétiens pénétrés des valeurs évangéliques ont pratiqué une forme de christianisme proche du quakerisme depuis une période mal connue du XVIIIe siècle (notamment dans les villages de Congénies, Fontanès, Quissac et Calvisson) . Ces assemblées sont restées de taille modeste. Bien qu’en contact avec les quakers anglais, cette communauté fit un particulièrement bon accueil au Réveil méthodiste promu par le missionnaire Charles Cook.

#### Essaimage du noyau revivaliste genevois
Les jeunes aspirants pasteurs genevois soutenus par la fortune de Henry Drummond vont essaimer à travers la France. Drummond fondera la « Société continentale de Londres » pour réévangéliser l’Europe, société à laquelle Haldane prendra une part active. Émile Guers (1794-1882) en fut le premier agent central. En cette qualité, il publia de 1818 à 1822 Le Magazine évangélique, qui apportait des nouvelles missionnaires du monde entier. En furent les agents : Ami Bost (1790-1874), l’un des premiers missionnaires de cette société en Alsace, Henri Pyt (1790-1835) qui évangélisa successivement le Nord et le piémont pyrénéen, Antoine Porchat actif notamment dans la Sartheainsi que Jean-Frédéric Vernier, évangéliste en Isère et Félix Neff, actif dans les départements alpins.

#### Les autres Suisses
On note également les noms des Suisses sans lien avec le foyer genevois : le pasteur Henri Grandpierre, neuchâtelois d’origine, mais passé par Bâle et issu du Réveil bâlois, qui contribuera au Réveil parisien, Henri Jaquet (1788-1867), né à Vevey, mais passé par la Souabe où il est devenu piétiste, fondateur du centre de formation de Glay (Doubs), Abraham Oulevay, originaire de Bavois, principal fondateur de l’assemblée darbyste de Bethoncourt, ou de Louis Vierne de Genève, installé à Montbéliard.

### Les méthodistes
Fondé par John Wesley en raison du mauvais accueil fait à ses prédications par les autorités anglicanes, le méthodisme est la principale dénomination issue du Grand Réveil et, dès l’origine, une dénomination missionnaire. À la mort de son fondateur en 1791, le méthodisme compte 313 prédicateurs itinérants en Grande-Bretagne, 227 en Amérique du Nord et des missionnaires dans la totalité des colonies britanniques.
Le premier missionnaire méthodiste arrivé en France est un certain William Mahy, venu de Jersey à partir de 1791, un temps secondé par un autre Jersiais, Jean de Quetteville. Ils exercent leur ministère dans les environs de Caen. Après l’éclipse provoquée par le Révolution française, le flambeau est repris par deux jeunes émigrés bretons convertis pendant leur séjour à Jersey, Jean du Pontavice, et Arnaud de Kerpezdron, qui eux aussi, se consacrent au témoignage et à l’évangélisation de la Normandie. Leurs disciples, souvent d’origine catholique, se répandent en Normandie et en Bretagne. L’organisateur des missions méthodistes, Thomas Coke, était venu prêcher en France sans succès en 1791; il eut l’idée d’envoyer en France quelques années plus tard William Toase, qui avait été à partir de 1810 un fidèle visiteur des prisonniers français détenus sur les bateaux prisons amarrés sur la rivière Medway. Celui-ci parlait un bon français et développa le méthodisme dans les îles anglo-normandes, en Normandie et à Paris. Ce fut Toase qui, ayant œuvré pour obtenir de nouveaux évangélistes pour la France, obtint de haute lutte en 1818 l’envoi en France de Charles Cook, prédicateur déjà réputé pour son efficacité, sa grande culture et sa forte personnalité.
Le développement du méthodisme dans le reste de la France est principalement l’œuvre de Charles Cook, carrossier puis professeur anglais venu au travail missionnaire à 29 ans, et en France à 31 ans. Il passe par la Normandie où il est bien accueilli et accompagné par le pasteur Rollin de Caen, mais il consacrera l’essentiel de son activité au sud de la France. Il se fixe en Vaunage (entre Nîmes et Montpellier), dans la localité de Caveirac, non loin de Congénies, village marqué par le développement, à la fin du siècle précédent, d'une communauté quaker entièrement locale dont certains éléments se rallient au méthodisme. Depuis la Vaunage, Cook rayonne dans tout le Midi et jusqu’en Suisse. En 1852, les méthodistes sont implantés dans huit départements : Calvados, Meuse, Pas-de-Calais, Seine, Gard, Hérault, Drôme et Hautes-Alpes. Charles Cook est clairement à l’origine du méthodisme dans les 4 derniers nommés.
Par ailleurs, un deuxième foyer d’évangélisation méthodiste en France sera lancé avec l’arrivée, en 1868 à Strasbourg, d’un missionnaire américain germanophone, le pasteur Johann Schnatz, suivi de plusieurs autres missionnaires germanophones. Neuf communautés en Alsace-Moselle sont les héritières de leurs efforts.
La démarche des missionnaires méthodistes demeure en général de réveiller la ferveur religieuse en France, et non de fonder des paroisses. « Nous n’avons formé d’Églises que là où nous avons été repoussés par l’Église nationale » écrit ainsi Paul Cook, fils du missionnaire. De nombreux postes méthodistes seront en outre fusionnés avec des paroisses réformées ou rattachés à l’Église réformée (c’est le cas de Cherbourg dès le XIXe siècle et de 16 paroisses au début XXe siècle). La présence méthodiste en France reste cependant notable à ce jour avec 21 paroisses.

### Les baptistes
Le baptisme a commencé vers 1810, avec un petit groupe de chrétiens habitant le village de Nomain dans le Nord. Les groupes d’étude biblique animée par l’agriculteur Louis Caulier ne semblaient pas, au premier abord, différer des autres groupes de protestants (réformés) de la région, tous desservis de loin en loin par le pasteur Jean de Visme, comparé à Antoine Court pour son œuvre de relèvement du protestantisme dans le Nord. On attribue à une influence anglaise survenue à l’occasion de l’occupation de la région par les coalisés entre 1815 et 1818 l’orientation proprement baptiste de ce noyau originel.
En 1819-1820, l’évangéliste baptiste suisse Henri Pyt a exercé une influence déterminante dans plusieurs régions où sa prédication touche de nombreuses personnes, particulièrement à Genève, puis dans le Nord de la France, en Eure-et-Loir, au Pays basque et à Paris, ce qui conduisit à la fondation de la Fédération des Églises évangéliques baptistes de France. En 2000, il y avait 40 000 fidèles baptistes en France.

### Les Assemblées de Frères
Les « assemblées de Frères » trouvent leur origine dans les années 1820 à Dublin où de jeunes chrétiens se retrouvent pour étudier la Bible et revenir à la simplicité de l'Église primitive. Parmi ces jeunes, il y avait John Gifford Bellett, Francis Hutchinson, Edward Cronin. En 1832, Henry Craik et George Müller démarrent un groupe à Bristol qui sera organisé en des sous-groupes selon les âges. Müller sera également à l’origine de la fondation d'orphelinats dans la ville.
En 1840, John Nelson Darby, un prêtre irlandais quitte l’Église anglicane en Irlande pour rejoindre le mouvement comme prédicateur. En 1848, le mouvement des Frères se divisa en deux branches. L’aile « ouverte » de George Müller, Henry Craik et Robert Chapman et l’aile « exclusive » de John Nelson Darby,,,.

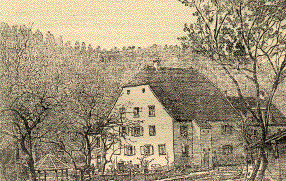
L'Institut de Glay (Doubs).

Les idées de Darby pénètrent en France au sein de certaines assemblées piétistes préexistantes, notamment grâce à l’activité de personnes formées par le pasteur piétiste suisse Henri Jaquet (1788-1867), fondateur du centre de Glay au Pays de Montbéliard : Jean-Frédéric Vernier dans la Drôme, Pierre Ménetrez à Chalon-sur-Saône, Frédéric Viénot autour de Montbéliard. Darby visite le Pays de Montbéliard sous la conduite de ce dernier en 1850, ce qui détermine le rattachement au Mouvement des frères d’une dizaine de communautés piétistes du Pays de Montbéliard.
Peu structurés, les darbystes sont particulièrement difficiles à dénombrer. On leur connaît 32 communautés réparties dans des régions traditionnellement protestantes telles que le Gard, l’Ardèche, l’Isère, le Doubs (arrondissement de Montbéliard) ou le Bas-Rhin, voire dans quelques « terres de mission » telles que le Pas-de-Calais ou la Saône-et-Loire.

### Les piétistes alsaciens
Des communautés piétistes avait été fondées à Munster, Colmar et Mulhouse en 1820 à la suite des prédications d’Ami Bost. De langue allemande, elles se joignirent après la Première Guerre mondiale, avec quelques autres, à la « Pilgermission St Chrischona » (mission des pèlerins St. Chrischona) qui avait été fondée en 1840 à Bettingen, près de Bâle, par Christian Friedrich Spittler.
En 1952, elles décidèrent de quitter le cadre concordataire et formèrent l’« Union des sociétés évangéliques St Chrischona » (USEC). En 2010, l’union d’Églises a fusionné avec son mouvement missionnaire pour former une seule œuvre nommée « Vision-France, une Union d’Églises protestantes évangéliques » affiliée à Église Viva Suisse (Chrischona International). En 2017, elle comporte 20 paroisses en France dont 15 en Alsace-Moselle.

### Les réformés
Une partie importante du Réveil n’aboutit pas à la création d’Églises nouvelles, mais à la rénovation de l’intérieur du protestantisme institutionnel (concordataire à cette époque). Les oppositions qui s’instaurent graduellement entre les plus libéraux et les plus orthodoxes provoquent régulièrement des divisions et la création d’Églises indépendantes qui, pour la plupart (mais pas toutes), reviendront ultérieurement dans le giron de l’Église réformée de France telle qu’elle sera constituée en 1938. En 1832, le pasteur Adolphe Monod est révoqué par le consistoire réformé de Lyon parce qu’il refuse de donner la cène aux personnes qu’il n'en juge pas dignes. Il préside donc quelque temps une église indépendante avant d’être réintégré comme professeur à la faculté de théologie protestante de Montauban.

### Les évangéliques libres
De nouvelles œuvres d’évangélisation s’ouvrent poussées par l’esprit du Réveil. Ainsi, la chapelle Taitbout propose, à partir de 1830 à Paris, des cultes le dimanche après-midi afin de ne pas concurrencer celui des paroisses protestantes. Les formes traditionnelles de culte y sont bousculées, la robe pastorale est boudée, de nouveaux cantiques piétistes, souvent issus du Réveil britannique, y sont chantés en plus des anciens psaumes de la Réforme. C'est là que naquit en 1834 le premier recueil français de cantiques du Réveil, les Chants chrétiens. Après avoir attiré la haute société protestante de l’époque, elle essaime et donne lieu à la création en 1850 de l'église du Luxembourg, rue Madame à Paris, créée afin d'évangéliser dans le quartier latin et, en 1868, sous la conduite du pasteur Eugène Bersier, de l'Église réformée de Paris Étoile (Église protestante unie de l'Étoile) (avenue de la Grande-Armée, dans un quartier en pleine construction à l'époque), qui est au départ conçue comme une annexe semi-autonome de la chapelle Taitbout.
En 1849, Frédéric Monod et Agénor de Gasparin quittent l'Église réformée et fondent l'Union des Églises évangéliques libres de France, avec la première église indépendante : la chapelle du Nord,.

## Le Réveil par région

### Le Réveil parisien

#### Les tentatives des sociétés étrangères
De nombreuses initiatives d’annonce de l’Évangile dans l’esprit du Réveil furent entreprises à Paris par divers organismes étrangers, mais sans obtenir de résultats manquants :
- Après la tentative infructueuse de Thomas Coke en 1791, d’autres méthodistes furent envoyés à Paris : le pasteur Hawthrey en 1820, les pasteurs Croggon et Adams à Charenton en 1823 auprès d’un groupe d’ouvriers anglais employés dans une fonderie parisienne, le pasteur Tourgis, bilingue, à partir de 1824. Ce dernier connut un certain succès et ouvrit des salles de réunion dans les quartiers de Montmartre et de Saint-Denis. Le méthodisme ne connut toutefois pas un succès aussi important à Paris qu’en province et, à son arrivée à Paris en 1844, le pasteur Jean-Louis Rostan (originaire du Queyras et émule de Félix Neff) constate que le méthodisme parisien reste encore balbutiant[76].
- En 1815, le révérend Mark Wilks ouvrit une chapelle congrégationaliste anglaise[77].
- Un lieu de culte anglican fut ouvert en 1818, et une église anglicane officielle, placée sous la protection de l’ambassade britannique, fut établie en 1824 par le révérend Lewis Way[77].
- À partir de 1818, Pierre Méjanel, aidé par Antoine Porchat, prêchait aux alentours du jardin du Luxembourg, parvenant à se faire connaître en chantant des cantiques sur la voie publique ou dans les jardins. Ayant adhéré aux idées de l'Écossais Edward Irving, il devint la tête d’affiche des irvingiens à Paris[77].
- Le presbytérien écossais Robert Haldane avait quant à lui ouvert, en 1824 à Paris, un institut destiné à former les évangélistes et missionnaires de langue française, qui devint en même temps un lieu de réunions. Un moment soutenu par Pyt, ce lieu de culte devint finalement le siège de la communauté darbyste parisienne[78].

#### Le Réveil réformé évangélique
C’est à Frédéric Monod, pasteur d’origine genevoise, disciple de Robert Haldane et dont le père, Jean Monod, est pasteur de l’Église officielle, qu’il revient d’avoir créé un véritable engouement pour les idées du Réveil à Paris. Nommé pasteur adjoint en 1820 à Paris, essentiellement employé comme aumônier des hôpitaux et des prisons, il sera nommé pasteur titulaire en 1832. Par sa prédication et par son activisme au sein de multiples sociétés religieuses, il est le catalyseur du Réveil parisien. Entré en dissidence en 1848 sur la question des confessions de foi, il devient, jusqu’à sa mort en 1863, pasteur de l’Église évangélique libre de Paris. Il dirigea pendant 43 ans l’organe de l’orthodoxie réformée, les « Archives du Christianisme ».
La chapelle du Nord est construite au passage des Petites-Écuries à l’initiative de Frédéric Monod en 1849. Par la suite vont y prêcher Théodore Monod (fils de Frédéric), Tommy Fallot, qui mena une action d'évangélisation auprès du monde ouvrier, Élie Gounelle, qui compte parmi les fondateurs du mouvement du christianisme social, pour y accueillir le culte de l’Église évangélique libre à Paris ; toujours à son instigation, elle est déménagée ensuite rue de Chabrol en 1853 puis rue des Petits-Hôtels en 1862.

#### Le Réveil réformé libéral
Athanase Coquerel fut l’animateur du Réveil libéral. Suffragant appelé en 1830 par le pasteur Paul-Henri Marron alors qu’il était en poste à l’église wallonne d'Amsterdam, il est à l’origine en 1835 de l’ouverture du temple des Batignolles, 3e temple réformé parisien (il n’y avait jusqu’alors que l’Oratoire du Louvre et le temple du Marais). Homme de convictions très engagé dans la cité, il fut élu conventionnel en 1848 et député en 1849. Il est le principal représentant du courant libéral. À partir de 1832, il est lui-même nommé pasteur titulaire et appelle à ses côtés comme suffragant un autre libéral, Auguste Montandon (1803-1876), alors pasteur au temple protestant de Luneray. Celui-ci sera le premier président de la « Société des écoles du dimanche » et l’un des animateurs de la Société de l'histoire du protestantisme français, dont il est successivement le secrétaire (1834-1864), le vice-président (1864-1868) puis le président (1874-1876). Autre élément du Réveil libéral, le pasteur Samuel Vincent intervient, depuis son poste pastoral à Nîmes, dans le débat intellectuel français, en étant non seulement amené à s’opposer à Lammenais (1782-1854), mais encore en étant le premier en France à prendre en compte à faire connaître les idées du théologien allemand Schleiermacher (1768-1834),.

#### Le Réveil luthérien
Rétabli en 1808 par le Concordat, le culte luthérien n’avait comme seule église parisienne que le temple des Billettes, et deux pasteurs, le Montbéliardais Georges Boissard (1783-1836) et l’Alsacien Jean-Jacques Goepp (1771-1835),. Le pasteur Louis Verny, proche d'Alexandre Vinet, succéda à Goepp à son décès et s’avéra être à la fois un intellectuel de premier plan, dont le rayonnement fut important, et un infatigable prédicateur, auteur de catéchisme et de cantiques restés longtemps en usage dans l’église luthérienne de Paris. Sous la monarchie de Juillet, les luthériens parisiens furent encouragés par la présence à Paris d’Hélène de Mecklembourg-Schwerin, épouse du prince royal et duc d'Orléans Ferdinand-Philippe d'Orléans, qui est le fils aîné du roi Louis-Philippe. Plusieurs paroisses sont alors ouvertes, y compris en banlieue, de même qu'à Lyon et à Nice. Les pasteurs Meyer et Valette ouvrent en outre une mission à l’intention des Allemands alors nombreux à travailler à Paris,.

#### Les sociétés chrétiennes
Le Réveil porte en lui un souci d’initiatives en matière d’évangélisation et de mission, ce qui a conduit à la création de nombreuses sociétés chrétiennes, source de rayonnement et de propagation de la foi protestante. En voici quelques-unes :
- La Société biblique française est créée en 1818 avec pour mission de publier des traductions de la Bible de bonne qualité, dans les formats et les présentations adaptées à tous les publics[92]. Cette création est due à celle de deux pasteurs luthériens : d’une part, le pasteur Frédéric Léo, un Allemand venu à Paris en 1811 comme pasteur suffragant du consistoire luthérien, frappé par la pénurie de bibles en France, procède d’abord à des importations de bibles de Suisse puis lance une souscription pour en imprimer en France, ce que l’imprimeur Firmin-Didot peut réaliser à prix réduit grâce à son procédé de stéréotypie et, d’autre part. Jean-Daniel Kieffer (1787-1833), pasteur alsacien orientaliste et traducteur de la Bible en turc. En accord avec les autorités catholiques françaises, le pasteur Léo fonde aussi en 1816 la « Société catholique de distribution du Nouveau Testament », qui diffusera le Nouveau Testament dans la version de Sacy, mais cela ne fait qu’un temps, car le Saint-Siège condamne les sociétés bibliques en 1825, ce qui met fin à cette activité[93].
- La Société des traités religieux (1821)[94].
- La Société de la morale chrétienne fut fondée en 1821 par des progressistes catholiques et protestants soucieux de mettre en pratique la morale chrétienne dans les affaires politiques, suivant l’exemple quaker. Parmi ses fondateurs, le pasteur Goepp, le révérend Mark Wilks et le baron Auguste-Louis de Staël-Holstein. Ce dernier s’appuie notamment sur le pasteur Wilson, en poste à Nantes, et sur l’armateur méthodiste Thomas Dobrée pour faire aboutir une campagne pour l’abolition de l’esclavage[95]. Son action sera prolongée par la création en 1834 de la Société française pour l'abolition de l'esclavage, avec les mêmes promoteurs, qui s'inspirent directement de l'action - couronnée de succès en 1833 - menée par les abolitionnistes britanniques sous la conduite de l'anglican évangélique William Wilberforce.

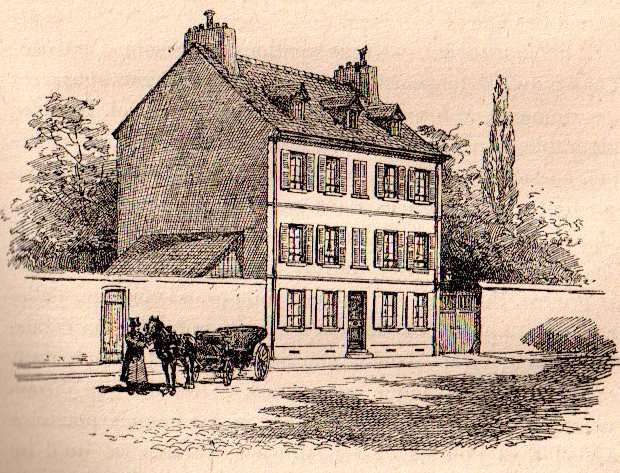
La Maison des missions de Paris (Passy).

- La Société des missions évangéliques de Paris, créée en 1822, dont le premier président, Antoine Galland (1792-1862)[96], originaire de Genève, tenait un culte tous les dimanches après-midi à la maison des missions[82]. Son successeur, le pasteur d’origine neuchâteloise Henri Grandpierre[97], chercha à trouver un local plus vaste et mieux situé pour ces cultes qui réunissaient les bienfaiteurs tant réformés que luthériens de la Société des missions de Paris. Ce fut la chapelle Taitbout qui fut choisie[98]. La Société des missions de Paris sera l’organisatrice de l’effort missionnaire protestant français d’abord en direction du Lesotho, où elle a un impact remarquable, puis en Océanie (Tahiti, Nouvelle-Calédonie), et dans différentes régions d’Afrique entrées dans le giron colonial français comme le Gabon, le Congo-Brazzaville, le Sénégal ou la Kabylie[99].
- Le comité pour l’encouragement des écoles du dimanche (1826)[94].
- Le comité pour l’encouragement de l’instruction primaire chez les protestants de France (1829)[94].
- La Société biblique française (1833) est une scission de la Société biblique de Paris, pour laquelle prirent parti ses sections rurales et les orthodoxes parisiens. Le motif de discorde avait été la « bataille des apocryphes », les orthodoxes faisant campagne depuis longtemps pour la suppression des livres apocryphes dans les Bibles, ce que refusaient les libéraux[100].
- La Société évangélique française (1833 également), construite sur le modèle de la Société évangélique de Genève (1831), elle-même inspirée par les pratiques anglaises, a pour but d’évangéliser dans les milieux catholiques, ce que les libéraux trouvaient déplacé[100].
- La Société des intérêts généraux du protestantisme français (1842) vise à permettre une coordination protestante rendue difficile par la division des luthériens et des réformés résultant des articles organiques de 1802. Ses principaux animateurs sont Agénor de Gasparin et Antoine Vermeil[101].
- Une « branche française » de l’« Alliance évangélique universelle », groupement qui se veut international et interdénominationnel, voit le jour en 1846 à Paris à la suite de sa création en Angleterre, en 1846 également, lors d'une conférence mondiale à laquelle participait le pasteur Adolphe Monod[102]. Antoine Vermeil en est le secrétaire[101].
- La Société centrale d’évangélisation est créée en 1847 sous l’impulsion du pasteur Henri Grandpierre pour coordonner les efforts parfois dispersés des organismes d’évangélisation locaux[101].

#### Le Réveil aristocratique et mondain
À partir de 1830, le développement de la chapelle Taibout est symptomatique du succès du protestantisme parisien sous l’impulsion du Réveil. Le succès de cette chapelle indépendante est fulgurant et les personnalités les plus hautes s'y pressent : William Henry Waddington (1826-1894), l'amiral Verhuell (1764-1845), le pasteur Edmond de Pressensé (1824-1891), la fille de Madame de Staël, Albertine, épouse du duc de Broglie, Victor de Pressensé, le comte Pellet de la Lozère, le banquier Jules Mallet, Henri Lutteroth, Rosine de Chabaud-Latour, Mark Wilks. Le pasteur Jean-Henri Grandpierre (qui deviendra directeur de la Société des Missions) dont les sermons ont un grand impact, en devient rapidement le principal prédicateur.
Dans le sillage de la chapelle Taibout s’ouvrent des séries d’annexes parfois importantes :
- L'église du Luxembourg, rue Madame à Paris, née en 1850 de la volonté de membres de la chapelle de la rue Taitbout de créer une œuvre d'évangélisation dans le quartier latin. Celle-ci occupe d’abord un local loué, avant que la construction du bâtiment actuel ne soit décidée. Il est inauguré le 11 avril 1857. La nouvelle paroisse a parmi ses premiers pasteurs Roger Hollard, issu de la chapelle Taitbout, qui y exercera pendant 35 ans[72]. Le 1er mai 1939, l'assemblée générale de la paroisse décide de son rattachement à l'Église réformée de France créée l'année précédente[104].
- Les écoles et la chapelle de la rue Saint-Maur, constitués en église en 1856 sous la conduite du pasteur Lenoir[105].
- Les écoles et la chapelle du boulevard Saint-Antoine, constitués en église en 1858 sous la conduite du pasteur Byse[105].
- L'église réformée de Paris Étoile (avenue de la Grande-Armée, dans un quartier en pleine construction), qui est au départ (en 1868) conçue comme une annexe semi-autonome de la chapelle Taitbout, où le pasteur Eugène Bersier continue à officier tout en présidant la nouvelle paroisse[73].

Les membres de la chapelle Taitbout sont aussi à l’origine de plusieurs œuvres sociales ; ils apportent notamment un appui décisif à une œuvre en faveur des femmes détenues – sous le nom de « Comité Saint-Lazare », du nom de la prison pour femmes - puis à la fondation de l’œuvre des diaconesses de Reuilly sous la direction du pasteur réformé revivaliste Antoine Vermeil et d’une de ses anciennes paroissiennes bordelaises, Caroline Malvesin.

#### Les œuvres sociales
Les œuvres issues du Réveil sont nombreuses : écoles, salles d’asile (c’est-à-dire jardins d’enfants), écoles du dimanche, institut de formation théologique des Batignolles (sous l’impulsion de Robert Haldane), mais aussi l’aide sociale : l’association luthérienne de charité (1830), l’association de charité réformée (1830), l’orphelinat des Billettes (1830), la Société des amis des pauvres (1833) , la fondation Lambrechts (1835), les diaconesses de Reuilly (1845).
Une deuxième génération d’œuvres du Réveil se manifestera ensuite avec les débuts en France de la Mission Mac All (1871), très orientée sur le social, puis de l’Armée du salut (1881).

### Le Réveil en province

#### En Alsace
L’Alsace est une terre à la fois piétiste et libérale. Spener, père du piétisme, était Alsacien, il avait eu pour successeur le Suisse Ami Bost que son activité brouillonne avait fait expulser d’Alsace, et c’est l’Alsacien François-Henri Haerter qui fut l’organisateur du piétisme en Alsace, ce qu’il réussit à faire sans créer de scission dans les églises d’Alsace. Il fonda en 1834 la Société évangélique de Strasbourg, destinée à toucher les milieux ouvriers, accueillit les Unions chrétiennes de jeunes gens, nouvellement fondées, fonda une maison de diaconesses en 1842, une école normale d’institutrices, un orphelinat et un hôpital à Guebwiller en 1856, en liaison avec l’œuvre charitable déjà établie par l’épouse de l’industriel Bourcard, puis un collège pour jeunes filles en 1871 (le collège Lucie Berger). Les diaconesses prirent en charge l’hôpital municipal de Mulhouse en 1844 et de l’ensemble des œuvres sociales mulhousiennes, les sept diaconies, en 1853. Des laïcs issus des familles protestantes mulhousiennes touchées par le Réveil telles que les Dollfus, Mieg, Schlumberger, Dietelen, contribuent fortement à ces œuvres sociales.
En même temps, autour de l’université, la théologie libérale, parfois en accord avec le piétisme, se développe. En 1850, Timothée Colani y fonde avec Edmond Schérer la Revue de théologie et de philosophie chrétienne qui devient l'organe du libéralisme théologique strasbourgeois.
Par ailleurs, le pasteur strasbourgeois Frédéric Horning (1809-1882) combine la ferveur du Réveil avec un fort traditionalisme luthérien, et s'oriente, avec sa paroisse de Saint-Pierre-le-Jeune, vers un luthéranisme confessionnel. Son combat fédère les oppositions au libéralisme dont fait preuve le directoire de l'Église de la Confession d'Augsbourg. Après la paroisse de Heiligenstein en 1869, plusieurs paroisses se séparent de l’Église officielle. Elles se sont regroupées en un synode officieux en 1927 pour former aujourd'hui l'Église évangélique luthérienne - Synode de France, église luthérienne de tendance évangélique, associée à l'Église luthérienne – Synode du Missouri.

#### L’Ariège
Mazères est une ville protestante où une communauté morave avait pris pied. Jean-André Gachon (1766-1838) y est pasteur de 1817 à 1838. Henri Pyt (1796-1835) exerce son premier ministère hors de Suisse à Saverdun en 1818-1819. Selon une lettre de Charles Cook de 1819, le pasteur Gachon aurait converti plus de 300 personnes dans la région de Mazères.

#### Le Nord de la France
Dès l'Édit de tolérance et jusque dans les années 1810, les anciens pasteurs, qui avaient connu les difficultés de la clandestinité et parfois la prison, abattirent un travail considérable pour ranimer le protestantisme dans ses foyers traditionnels et préparent ainsi activement le Réveil. On peut citer les pasteurs Jean De Visme (1760-1819) ou Jean-Baptiste Née (1756-1826). Leur succède une génération de pasteurs revivalistes comme Antoine Colani (1783-1844), venu de Suisse qui, à partir de 1811, développe fortement sa paroisse de Lemé tout en visitant régulièrement les communautés alentour, qu'elles soient réformées ou baptistes.
À partir du début des années 1820, les colporteurs-évangélistes commencent à sillonner le Nord et la Picardie. L’évangéliste suisse Antoine Porchat s’installa dans la Somme en 1822. Des réveils se manifestèrent dans différentes paroisses rurales réformées telles que Sautin, Hargicourt ou Templeux-le-Guérard. Ces réveils renforcèrent la vitalité de ces paroisses rurales, mais aussi celles de grandes villes voisines, Saint-Quentin, Douai, Liévin et finalement l'agglomération de Lille. En Picardie méridionale, un colportage évangélique baptiste parti de Genlis et Manicamp touche Chauny et La Fère dans les années 1830, grâce notamment à une femme, Esther Carpentier, et au pasteur Jean-Baptiste Crétin (1813-1893), originaire d’Orchies.
La Société chrétienne du Nord est fondée en 1843 afin d’évangéliser le Nord et la Picardie (elle étend ensuite son action à la Champagne et à la Lorraine. Outre l’aide apportée aux paroisses disséminées, elle enregistre un certain nombre de réveils locaux : en 1846, à Crèvecœur, un village entièrement catholique près de Cambrai, un groupe d’habitants demande un pasteur, qu’on lui envoie ; le même phénomène se reproduit à plus grande échelle en 1851 à Fresnoy-le-Grand, près de Saint-Quentin, où la nouvelle paroisse compte d’emblée 300 membres, puis en 1860 à Maubeuge et à Troissy, non loin d’Épernay, en 1863.
C’est ensuite le bassin minier qui sera atteint par les évangélistes : des postes paroisses sont fondées à Liévin en 1882, Hersin-Coupigny et Bruay en 1885, Hénin-Liétard en 1888, Beuvry en 1890, Sin-le-Noble en 1892.
Dès 1810, un réveil baptiste spontané a commencé à Nomain et il s’étend ensuite, avec le soutien de Pyt, autour de Douai. Les baptistes, aidés par des financements venus d'Amérique, développent en outre dès les années 1830 trois communautés qui regroupent au milieu du XIXe siècle quelque 350 fidèles essentiellement d'origine catholique :
- Chauny, dont le pasteur est un jeune instituteur lillois issu du catholicisme, Victor Lepoids (1817-1890),
- La Fère, avec le jeune pasteur Irénée Foulon (1824-1885),
- Verberie - Saint-Sauveur (Oise)[116].

#### Le Pays de Montbéliard
Le piétisme est présent au Pays de Montbéliard dès les débuts du Réveil. Une quinzaine de groupes piétistes y fonctionnent déjà en 1820, notamment à Montbéliard, Bethoncourt, Terre-Blanche et Colombier-Fontaine. Leur origine est d’abord due à l’influence germanique, retransmise notamment par le pasteur Jean-Frédéric Nardin (1687-1728) qui appela sans relâche les protestants à se réveiller de 1699 à 1728, et dont les sermons continuent à circuler bien des années plus tard, et sans doute aussi à une discrète influence morave (les Moraves sont par exemple présents dans le village de Montécheroux). Comme partout, ces piétistes se réunissent dans les maisons et les granges sans cesser de participer à la vie de leur paroisse. En outre, un pasteur suisse du nom de Henri Jacquet fonde, en 1822 à Glay, un institut de formation (qui existe toujours : c’est le Centre de Glay, rattaché aujourd’hui à l’Église luthérienne du Pays de Montbéliard), ayant pour but de former des instituteurs-évangélistes. Piétiste et très actif, Jaquet incommode les dirigeants de l’Église luthérienne concordataire et il est révoqué en 1833, ce qui pousse ses disciples à essaimer. L’un d’entre eux est Frédéric Viénot, père de John Viénot, et collaborateur temporaire de John Nelson Darby (1800-1882). Le passage de ce dernier dans la région en 1850 détermine le rattachement d’une petite dizaine de groupes aux assemblées de Frères : Montbéliard, Bethoncourt, Terre-Blanche, Colombier-Châtelot, Beutal, Désandans, Lougres, Longevelle.
On note l’ouverture, en 1875 à Montbéliard, d’une chapelle évangélique à l’initiative du baron Édouard de Chabaud-Latour, frère de Rosine de Chabaud-Latour, allié à la famille industrielle montbéliardaise Roux. Ce lieu de culte ferme en 1923, mais est ensuite occupé par l'Armée du salut.

#### Les Hautes-Alpes
Dans l’un des anciens terroirs marqués par la persécution des Vaudois, la persévérance du Suisse Félix Neff provoque en 1825 un Réveil dans les hautes vallées du Queyras : Freissinières, Dormilhouse, Le Minsas, La Combe… Ces régions au climat rigoureux sont déshéritées : Félix Neff est leur Oberlin ; se souvenant de son expérience d’apprenti jardinier et auteur dans sa jeunesse d’un petit traité d’arboriculture, il introduit de nouvelles cultures particulièrement la pomme de terre qui n’y était pas encore cultivée, les canaux d’irrigation sont restaurés, des écoles sont bâties, une société d’évangélisation est ouverte à Freissinières. Touché par une maladie à l’estomac et sans doute épuisé par son activité si intense, Neff doit quitter la région en 1827 et meurt en 1829 à Genève, quatre jours après son 32e anniversaire.
L’œuvre ainsi laissée sans pasteur est reprise quelque temps par des prédicateurs méthodistes, avant que le Comité protestant de Lyon se préoccupe en 1856 d’aider ces communautés isolées en réunissant toutes les bonnes volontés venues de Suisse, d’Italie (la « table vaudoise ») ou d’Angleterre.

#### À Bordeaux
Le Réveil prend son essor à Bordeaux notamment sous la conduite du pasteur Antoine Vermeil, de 1824 à 1840, avec notamment la création d’un « bureau de charité protestante », d’une « société de bienfaisance» permettant aux dames protestantes de la ville de soutenir le « bureau de charité », d’une école du dimanche, d’une école primaire protestante, d’une salle d'asile, d’un deuxième temple (le temple des Chartrons) et d’un cimetière protestant.

### Dissensions et difficultés

#### Difficultés avec les autorités publiques
Le statut de liberté de culte accordé par le Concordat de 1802 était accompagné de nombreuses restrictions opposables aux activités d’évangélisation : le culte devait se tenir dans les temples. Aucune association, action d’évangélisation, aucun prosélytisme n’était toléré. La loi sur le sacrilège ne protégeait que le culte catholique et, dans certains localités, obligation était faite par les représentants de l’État à la population de pavoiser pour les fêtes catholiques sans considération de leur religion, ce qui provoqua des incidents avec le consistoire protestant de Barre-des-Cévennes en 1818. Le pasteur Paul Roman de Lourmarin fut condamné en première instance pour une rébellion du même ordre en 1819, puis acquitté en appel. Une nouvelle affaire à Marseille l’année suivante met fin à ces exigences gouvernementales. En 1825 et 1826, l’ouverture de nouveaux temples protestants à Paris et à Lyon furent refusées par les autorités. En 1826, le prince de Salm, qui avait abjuré le catholicisme à Strasbourg, fut expulsé de France par ordre ministériel. En 1838, un pasteur fut condamné pour avoir tenu une réunion dans sa maison et un arrêt de la cour d’Orléans favorable à la liberté religieuse fut cassé par la Cour suprême et, en 1844, Agénor de Gasparin plaida en vain la cause de la liberté religieuse à la Chambre des députés. La révolution de 1848 met fin à cette guerilla administrative anti-protestante.

#### Polémiques avec le catholicisme
La visibilité accrue du protestantisme et de son élite parisienne a pour effet d’irriter non seulement les autorités (qui récompensèrent d’une pension trois pasteurs qui s’étaient convertis au catholicisme et firent imprimer leurs écrits par l’imprimerie nationale), mais aussi une partie de l’Église et de l’élite intellectuelle catholique, qui réagit parfois avec une grande violence. Ainsi, l’académicien ultra-conservateur Louis de Bonald, qui considère la Réforme protestante comme une cause du dérèglement de la société, ne craint pas d’écrire dans le journal royaliste La Quotidienne : « Les pères de votre église l’ont fondée par la luxure, le parjure, le meurtre ». Joseph de Maistre et Lamennais sont parmi les penseurs les plus critiques, mêlant souvent la politique et la religion – on est sous la Restauration. Du côté protestant, Paul Stapfer, Henri Pyt et Samuel Vincent leur répondent et alimentent les polémiques.

#### Le séparatisme
La difficulté du Réveil à transformer de l’intérieur les Églises établies se traduit par une tendance au séparatisme, c’est-à-dire, face à la résistance des institutions, à la constitution d’Églises indépendantes des structures existantes, soit au niveau paroissial soit au niveau des unions d’églises :
- C’est le cas déjà du méthodisme où John Wesley franchit, poussé par les événements, le pas que George Whitefield n’avait pas voulu franchir, et organise une véritable Église parallèle à l’anglicanisme ;
- C’est le cas des Églises libres qui s’établissent à Genève dès le début du Réveil francophone ou de l’Union des Églises évangélique libres de France, établie par Frédéric Monod et Agénor de Gasparin après la division survenue à propos de la confession de foi lors de l'assemblée générale du protestantisme de 1848[74],[75]. De la même manière, Adolphe Monod avait été amené à créer une église évangélique libre à Lyon en 1833 après cinq ans de luttes acrimonieuses avec son consistoire[126].
- Pour des raisons plus fondamentales, c’est le cas du darbysme, dont le fondateur estime que les structures ecclésiales existantes sont nocives.

Le séparatisme conduit à un certain nombre de tensions et parfois de violences entre les nouvelles communautés et les anciennes. Ains, en 1835 à Vauvert, le jour de l’inauguration de la chapelle méthodiste, le pasteur réformé enflamme-t-il les esprits en lisant en chaire une longue lettre contre les wesleyens et le prédicateur méthodiste, M. Hocart, est-il accueilli par des jets de pierre, et son sermon est-il interrompu par des moqueries de toutes sortes. Les faits se reproduisent les jours suivants, le pasteur méthodiste Jean-Louis Rostan est molesté, la chapelle est vandalisée et sa toiture très endommagée par les manifestants. Il faut l’intervention la plus ferme des autorités pour ramener le calme malgré l’échauffement des esprits.

#### La crise irvingienne
Le pasteur presbytérien écossais Edward Irving, prédicateur émérite, est à l’origine du développement d’une doctrine millénariste apparue dans le cadre d’un groupe pentecôtiste se réunissant en Angleterre. Soutenu financièrement par Henry Drummond (1786-1860) (celui-là même qui avait succédé à Haldane à Genève), il sera l’organisateur de l’Église catholique apostolique qui regroupera des chrétiens de diverses confessions partageant l’attente d’un retour imminent du Christ. Aujourd’hui presque éteint, ce groupe dit « irvinguien » attirera à lui un certain nombre de prédicateurs du Réveil, comme Pierre Méjanel, ce qui contribue à freiner l’expansion du Réveil francophone.

## Le Réveil en Belgique

### Le Réveil réformé évangélique
Le Réveil se diffuse en Belgique sous l’influence du pasteur genevois Jean-Henri Merle d'Aubigné, dont la vocation pastorale a été inspirée par Robert Haldane lors de son séjour à Genève. Pasteur de l’Église protestante de la Chapelle royale à Bruxelles de 1823 à 1830, puis professeur à l’École de l’Oratoire de Genève, qui relève d'une église issue du Réveil, dissidente par rapport à l’Église officielle genevoise, il se consacre à partir de 1830 à l'évangélisation dans l'esprit du Réveil. Le 16 novembre 1837, un agent de la British Bible Society, W. P. Tiddy, et des pasteurs belges, suisses et français, dont Jonathan de Vismes, pasteur de Dour, et François de Faye, pasteur de Tournai, fondent la Société évangélique belge (SEB), dont l'action missionnaire est centrée sur la Wallonie. La SEB est d’emblée marquée par la pensée du théologien suisse Alexandre Vinet, qui privilégie une Église de type confessant. Hostile à toute ingérence des autorités en matière de foi, la SEB devient, en 1849, l’Église chrétienne missionnaire belge (ECMB). Elle reconnaît la Confessio Belgica de 1561, œuvre du pasteur Guy de Brès, comme expression de sa croyance et adopte une organisation presbytérienne, décentralisée, basée sur l'auto-administration locale et l’autorité d'un synode national élu. Entre 1877 et 1912, l’ECMB passe de 7 000 à 11 000 membres, parmi lesquels 7 000 habitent les vastes régions industrielles wallonnes. L’École de théologie de l'Oratoire de Genève formera les premiers pasteurs wallons, comme le Borain Hector Cornet-Auquier,. En 1890, ce sont les Églises baptistes qui s’implantent en Belgique tandis les Églises réformées des Pays-Bas implantent deux communautés dans le pays. En 1853 à Bruxelles, les YMCA/YWCA (en français : UCJG, Union chrétienne de jeunes gens/jeunes filles) ouvrent une branche belge qui formera de nombreux jeunes à l'engagement social et ecclésial. En 1854 apparaissent des Assemblées de Frères (ou darbystes). En 1875, le pasteur Nicolas de Jonge ouvre à Bruxelles une école de formation d’évangélistes que le futur peintre Vincent van Gogh va fréquenter,. Ce dernier, fils d'un pasteur néerlandais, sera brièvement évangéliste dans le milieu ouvrier du Borinage, en 1879-1880,. Le pasteur de Jonge crée ensuite l’association néerlandophone "Silo" qui regroupe deux écoles, une clinique, une imprimerie et huit communautés. En 1908 est créée la Société belge des missions protestantes au Congo qui va mener s'investir au Congo puis, après 1918, également au Rwanda et au Burundi,.

### Le Réveil réformé libéral
En 1880 est fondée l’Église protestante libérale de Bruxelles.

## La théologie du Réveil
L’historien du protestantisme Émile Léonard distingue trois tendances au sein du Réveil francophone :
- Un réveil piétiste, qui mise sur l’émotion religieuse et insiste sur l’accès de chaque chrétien à une relation personnelle avec Jésus-Christ ; ses principaux promoteurs sont notamment Robert Haldane, Henri-Louis Empeytaz, Ami Bost, puis les méthodistes.
- Un réveil orthodoxe, principalement axé sur un retour aux affirmations fondamentales du christianisme telles qu’elles ressortent de la théologie calviniste, avec les pasteurs et évangélistes César Malan, Félix Neff, Adolphe Monod, Louis Gaussen ou encore Jean de Visme.
- Un réveil intellectualiste libéral, avec Samuel Vincent, Louis-Ferdinand Fontanès, Timothée Colani et les membres de « l’École de Strasbourg »[2],[136].

## Héritage du Réveil

### Le renouveau du protestantisme établi
Selon les différents historiens du Réveil, les « réveillés » ne réussirent certes ni à convertir leur pays comme ils s’en étaient fixé l’objectif, ni même la majorité de leurs coreligionnaires mais, influant sur l’ensemble des protestants, ils provoquèrent une véritable renaissance du protestantisme francophone. Numériquement d’abord, Gustave Lagny observe par exemple que les effectifs pastoraux français font plus que doubler entre 1829 et 1843 : on est passé en 15 ans de 305 à 765 pasteurs. Alice Wemyss note que le Réveil modernise le protestantisme à plusieurs points de vue :
- Il le dote d’une série d’institutions et de pratiques jusqu’alors inconnues telles que le chant de cantiques (au lieu des anciens psaumes et chorals), les écoles du dimanche, les études bibliques, les réunions de prière et même les enterrements présidés par un pasteur, conçus au début comme un moyen d’évangélisation[138].
- Il donne aux femmes une place importante, ne serait-ce que par l’importance de certaines figures de proue féminines du Réveil parisien telles que Rosine de Chabaud-Latour, très proche de la famille Guizot, Mme Jules Mallet née Émilie Oberkampf, ou Henriette André-Walther, fille du général Frédéric Henri Walther[139], sans oublier Caroline Malvesin, fondatrice des diaconesses de Reuilly. Enfin, ce sera une femme, Catherine Booth-Clibborn, faisant équipes avec deux autres femmes, qui sera, non sans peine, l’initiatrice de l’Armée du Salut en France (en 1881) puis en Suisse.
- Il permet au protestantisme de s’adapter face à l’exode rural et à la perte de substance des paroisses rurales traditionnelles.
- Il ouvre la voie au christianisme social et les patrons issus du Réveil seront cités en exemple, y compris par le pape Paul VI, qui citera particulièrement Daniel Legrand, disciple d’Oberlin[139].

### L’éclatement en de multiples dénominations
L'historien Émile Léonard souligne que les divisions et les querelles entre Églises, voire au sein des Églises, ont partiellement gommé une partie des bénéfices du Réveil au cours de la deuxième moitié du XIXe siècle.

### L’élan missionnaire
Le piétisme de Spener et surtout Francke, puis le Réveil sont les facteurs de mobilisation missionnaire afin d'annoncer l'Évangile dans le monde entier. Le mouvement missionnaire prend une ampleur toute nouvelle avec la création des différentes sociétés des missions qui vont durablement développer et structurer l'effort missionnaire protestant. De manière non exhaustive, on peut citer :
- Baptist Missionary Society (1792)
- London Missionary Society (1795)
- Société des missions néerlandaise (en néerlandais: Nederlandsch Zendelinggenootschap, 1797)
- American Board of Commissionners for foreign Mission (1810)
- Société évangélique des missions de Bâle (1815)
- Société des missions évangéliques de Paris (1824)
- Société des missions évangéliques de Lausanne (1826)
- Société belge des missions protestantes au Congo (1908)[132].

La Société des missions de Paris, née en marge du protestantisme établi et active propagatrice du Réveil en France, se tient éloignée de tout dogmatisme et entend s'appuyer sur une spiritualité vivante, ce qui lui vaut des débuts difficiles, mais elle finit par être reconnue. Son développement suit les appels reçus des différents champs de mission : c'est d'abord le Lesotho où les premiers missionnaires arrivent dès 1829, renouant sur place avec quelques huguenots émigrés 150 ans auparavant. C'est un plein succès et une Église africaine indépendante y est solidement établie à la fin du siècle. Suivent le Sénégal, la Polynésie, la Zambie, le Gabon, Madagascar, les Iles Loyauté et la Nouvelle-Calédonie puis, après la Première Guerre mondiale des territoires précédemment allemands comme le Togo ou le Cameroun. Le Service protestant de mission de Paris actuel (aussi dénommé DEFAP) est l'héritier de cette société missionnaire.
La Société des missions évangéliques de Lausanne n'opère que jusqu'en 1857. Au cours de ses années d'activité, elle a le temps de lancer des missions en Afrique, par exemple au Mozambique, ainsi qu'une mission en Amérique du Nord auprès des Amérindiens sioux, qu'elle remettra à l'American Board en 1845.
Elle forme aussi Henriette Feller, une baptiste, qui se consacrera à l'évangélisation en terre catholique au Québec.

### Les mouvements et les œuvres
À l’issue de la crise du Réveil, le « monopole ecclésiastique », qui voulait que seules les Églises soient habilitées à transmettre le message de l’Évangile, est abandonné. Ce sont les œuvres et les mouvements qui vont prendre le relais et de loin surpasser l’influence des seules Églises.
Certains de ces mouvements ou organisations sont nés en France, d’autres sont internationaux et arrivent en France et en Suisse sur les talons du Réveil. Ils ont décuplé les capacités d’influence des Églises.
- Les Unions chrétiennes de jeunes gens et leur équivalent féminin (en anglais YMCA et YWCA), fondées en Angleterre en 1844 par un petit groupe de jeunes révoltés par les conditions matérielles et morales dévolues à la jeunesse ouvrière et réunis autour d’un ouvrier drapier de 23 ans, George Williams, un anglican devenu congrégationaliste à la suite de son expérience de Réveil. Ce mouvement devient en quelques années un mouvement international (présent dans neuf pays en 1851), se faisant le promoteur d’une vie saine et sainte par le sport, la réflexion intellectuelle et la pratique religieuse. La fondation officielle des Unions chrétiennes de jeunes gens en France et en Suisse en 1852 puis en Belgique en 1853, se fait sur les traces du Réveil. Henri Dunant, futur fondateur de la Croix-Rouge, fait partie de l’Union de Paris en 1852.
- La Mission populaire évangélique du pasteur Robert Whitaker McAll, qui se lance en 1871 à Paris, va donner lieu ensuite au développement :
  - Du scoutisme protestant, le premier à apparaître en France, soit sous forme confessionnelle (les Éclaireurs unionistes), soit sous forme laïque (les Éclaireurs de France), avant de s’étendre à d’autres milieux
  - De coopératives appliquant les idées de l’École de Nîmes, mouvement coopératif inspiré par l'économiste protestant Charles Gide et soutenu le pasteur Tommy Fallot.

De multiples œuvres sociales issues du Réveil subsistent au XXIe siècle, certaines ayant perdu leur caractère évangélique au profit d'une vocation purement sociale, mais toutes ayant résulté du même élan initial :
- Les asiles de La Force fondées par John Bost (fils d’Ami Bost), institution sanitaire et médico-sociale protestante à but non lucratif, reconnue d’utilité publique depuis 1877, qui accueille des personnes (enfants, adolescents, adultes et seniors) souffrant de troubles psychiques et de handicap physique et/ou mental, ainsi que des personnes âgées dépendantes[145],
- Les établissements hospitaliers ou résidences pour personnes âgées dépendant des diaconesses de Strasbourg ou des diaconesses de Reuilly,
- La Croix-Rouge, dont le fondateur, Henry Dunant, avait été touché par le Réveil[146],
- L'École pratique de service social, fondée à Paris en 1913 par le pasteur revivaliste Paul Doumergue, dont le programme d'enseignement a directement inspiré celui préconisé pour le diplôme d'État d’assistant de service social (qui est le premier diplôme officiel créé en France dans ce domaine)[147].